# Süreyya Bedirxan
Süreyya Bedirxan (kurdisch: Sureya Bedirxan, Schriftstellernamen Azizi Ahmet und Dr. Bletch Chirguh/Dr. Blêç Şêrko; * 1883 in Maqtal, Syrien/Osmanisches Reich; † 1938) war Mitglied der bekannten und einflussreichen kurdischen aristokratischen Familie Bedirxan. Sein Großvater Bedirxan Beg war der letzte Herrscher des osmanischen autonomen Fürstentums Botan. 
Süreyya kam 1883 als Sohn Emin Ali Bedirxans und dessen erster tscherkessischer Ehefrau in Maqtal im heutigen Syrien zur Welt. Süreyya machte in Istanbul sein Diplom als Agraringenieur. 1906 musste er samt Familie wegen einer mutmaßlichen Verwicklung in die Ermordung des Stadtpräfekten Rıdvan Pascha ins Exil nach Isparta und Akkon gehen. Nach der jungtürkischen Revolution, dem Beginn der Zweiten osmanischen Verfassungsperiode 1908 und der Entmachtung des Sultans Abdülhamid II., durfte die Familie wieder nach Istanbul zurückkehren. Hier begann er dann mit der Veröffentlichung der türkisch-kurdischen Zeitung Kurdistan. Sein Onkel Mikdad Midhat Bedirxan hatte zwischen 1898 und 1902 die gleichnamige Zeitung Kurdistan herausgebracht. 1909 wurde die Zeitung verboten und er kam ins Gefängnis. Er wurde wegen der Vorbereitung einer militärischen Revolte gegen die jungtürkische Regierung zum Tode verurteilt. 
1910 wurde er begnadigt und ins Exil geschickt. 1912 kehrte er trotzdem nach Istanbul zurück und gründete ein kurdisches Geheimkomitee. Wiederum wurde er verhaftet und zum Tode verurteilt. 1913 flüchtete er aus dem Gefängnis und verließ endgültig das osmanische Reich. Nach dem Ausbruch des Ersten Weltkriegs 1914  veröffentlichte Süreyya unter dem Namen Azizi Ahmet seine Zeitung Kurdistan in Kairo, wo er auch das Komitee für die Unabhängigkeit Kurdistans gegründet hatte. Später sollte er 1919 an der Pariser Friedenskonferenz teilnehmen, wo er sich erfolglos für einen kurdischen Staat/kurdische Verwaltung einsetzte. Vorher wurde er während des Krieges von den Briten gefangen genommen. Im Oktober 1927 trat er der neuen Organisation Xoybûn in Beirut bei. 1929 kehrte in sein Geburtsland zurück und arbeitete dort auf politischer Ebene. Als 1930 in der Türkei der dritte Ararat-Aufstand, der diesmal von der Xoybûn unterstützt wurde, ausbrach, wurde er von der französischen Mandatsregierung in Syrien nach Paris verbannt. 1938 verstarb Süreyya Bedirxan.
Er gilt laut Basil Nikitin als erster Politiker, der kurdische Politik mit einem Parteiprogramm und modernen politischen Argumenten sowohl mündlich als auch schriftlich betrieb.

## Werke
- Dr. Bletch Chirguh: La question kurde/Ses origines et ses causes, Kairo 1930
- Süreyya Bedirxan: Kürt Davası ve Hoybun (Türkische Ausgabe 1994 in Istanbul)

## Quelle
- The Encyclopaedia of Islam. New Edition, Artikel Badrkhani von Basil Nikitin
- 'Kürt Sorunu Kökeni ve Nedenleri' 80 yıl sonra Türkçe yayımlandı, Artikel auf www.gundem-online.net (türkisch)

| Personendaten    | Personendaten                                           |
| ---------------- | ------------------------------------------------------- |
| NAME             | Bedirxan, Süreyya                                       |
| ALTERNATIVNAMEN  | Azizi Ahmet, Dr. Bletch Chirguh; Dr. Blêç Şêrko         |
| KURZBESCHREIBUNG | kurdischer Schriftsteller, Journalist und ein Politiker |
| GEBURTSDATUM     | 1883                                                    |
| GEBURTSORT       | Maqtal in Syrien                                        |
| STERBEDATUM      | 1938                                                    |